# التهاب القرنية الفطري
يُعد التهاب القرنية الفطري عدوى فطرية تصيب القرنية وتسبب العمى في حالات معينة. يتجلى عمومًا باحمرار العين وألمها وتغيم الرؤية، مع ازدياد الحساسية للضوء، وفرط الدمع أو الإفرازات.
تنتج هذه الحالة عن الإصابة بعضويات فطرية مثل المغزلاويات أو الرشاشيات أو المبيضات.
ينتشر التهاب القرنية الفطري في جميع أنحاء العالم، لكنه أكثر شيوعًا في المناطق الاستوائية. يصاب نحو مليون شخص بالعمى كل عام بسبب التهاب القرنية الفطري. وصف ثيودور ليبر التهاب القرنية الفطري بالرشاشيات للمرة الأولى في عام 1879.

## العلامات والأعراض
تظهر أعراض التهاب القرنية الفطري عادةً على مدار 5-10 أيام وتتجلى عمومًا باحمرار العين وألمها وتغيم الرؤية، مع ازدياد الحساسية للضوء، وفرط الدمع أو الإفرازات. تكون الأعراض أخف بصورة ملحوظة مقارنة بقرحة بكتيرية مماثلة. قد تستمر الأعراض بعد إزالة العدسات اللاصقة، أو بعد العلاج بالمضادات الحيوية.
العلامات: تظهر الوذمة والاحمرار على الجفون وملحقات العين، مع توذم الملتحمة. قد تُلاحظ قرحة قرنية جافة المظهر مع آفات ساتلة في القرنية المحيطة. عادة ما يصاحب القرحة الفطرية غمير قيحي، الذي يكون ذا لون أبيض ومظهر رخف. تمتد الإصابة في حالات نادرة إلى الجزء الخلفي لتسبب التهاب باطن المقلة في مراحل لاحقة، ما يؤدي إلى تخريب العين. (ملاحظة: التهاب باطن المقلة الفطري نادر للغاية)

## الأسباب
أُبلغ عن أكثر من 70 نوعًا من الفطريات المختلفة التي تسبب التهاب القرنية الفطري، يُذكر منها الفطريات المغزلاوية، والرشاشيات، والمبيضات، إذ تقف هذه الأنواع الثلاثة خلف 95٪ من الحالات.
تُعد الرشاشيتان الصفراء والدخناء أكثر أنواع الرشاشيات المسببة لالتهاب القرنية الفطري شيوعًا، أما المغزلاوية الباذنجانية فهي أكثر أنواع المغزلاويات المسببة شيوعًا، إضافة إلى فطريات أخرى مثل الكورفولاريا والمكمومة. تمثل المبيضات البيضاء والمبيضات الغيلرموندية والمبيضات المرطية الأنواع الرئيسية من المبيضات المسببة لالتهاب القرنية الفطري.

## الفيزيولوجيا المرضية
إن الرض بمادة نباتية/عضوية على العين يمثل الحدث المسبب لالتهاب القرنية الفطري؛ إصابة العين بشوكة، أو إصابة العمال الزراعيين، أو رض العين بنبات القمح في أثناء الحصاد، جميعها من الأمثلة النموذجية على ذلك. يؤدي هذا النوع من الإصابات إلى زرع الفطر مباشرة في القرنية، الذي ينمو ببطء فيها وينتشر ليشمل الطبقات السدوية الأمامية والخلفية. قد يخترق الفطر غشاء ديسميه وينتقل إلى غرفة العين الأمامية. يصاب المريض بعد بضعة أيام أو أسابيع بالتهاب القرنية الفطري.

## التشخيص
يُشخص طبيب العيون/مصحح البصر المرض بعد الربط بين القصة المرضية النموذجية والأعراض والعلامات. تُشخص الحالة في كثير من الأحيان تشخيصًا خاطئًا على أنها قرحة بكتيرية بسبب إغفالها. يؤكد التشخيص النهائي بعد تقرير زرع إيجابي (زر على قطن لاكتوفينول أزرق، وسط كالسوفلور)، وعادة ما يستغرق أسبوعًا من تسحيج القرنية. أُحرز حديثًا تقدم في التشخيص عبر اختبار تفاعل البوليميراز المتسلسل (بّي سي آر)/الاختبارات المناعية التي تعطي نتيجة أسرع بكثير.

### التصنيف
قد يكون التهاب القرنية الخمجي جرثوميًا أو فطريًا أو فيروسيًا أو أواليًا. تسمح الاختلافات الملحوظة في تجليات المريض لاختصاصي العيون بوضع التشخيص الظني، ما يساعد على تحديد العلاج المناسب المضاد للعدوى.

## الوقاية
تقلل الوقاية من رضوض المواد النباتية/العضوية، لا سيما عند العمال الزراعيين في أثناء الحصاد، احتمال حدوث التهاب القرنية الفطري. يوصى أولئك المعرضون لمثل هذه الإصابات بارتداء نظارات واقية عريضة ذات أغطية جانبية.

## العلاج
يتطلب التشخيص الظني لالتهاب القرنية الفطري علاجًا تجريبيًا فوريًا. يُعد مستعلق ناتاميسين العيني الدواء المفضل للعدوى الفطرية الخيطية. يوصى باستخدام محلول فلوكونازول العيني لعدوى القرنية بالمبيضات. قد تتطلب الحالات المعندة استخدام قطرات الأمفوتريسين بي العينية، علمًا أنها قد تحمل سمية كبيرة وعليه تتطلب صيدليًا خبيرًا لتحضيرها. حققت تجارب الأدوية الأخرى نجاحًا معتدلًا. لم تستطع مراجعة كوكرين المحدثة المنشورة في عام 2015 والتي تبحث في أفضل علاج لالتهاب القرنية الفطري استخلاص أي استنتاجات بسبب استخدام أدوية مختلفة في الدراسات التي شملتها المراجعة. وجدت المراجعة أن «الأشخاص المعالجين بالناتاميسين كانوا أقل عرضة لتطوير ثقب في القرنية، وأقل حاجة إلى عملية زرع».